# Cota ajustada asimptòtica
En anàlisi d'algorismes, una cota ajustada asimptòtica és una funció que serveix de cota tant superior com inferior d'una altra funció quan l'argument tendeix a infinit. Usualment s'utilitza la notació Θ g(x) per referir-se a les funcions acotades per la funció g(x).
Més formalment es defineix:

{\displaystyle \Theta (g(x))=\left\{{\begin{matrix}f(x):{\mbox{ existeixen }}c_{1},c_{2},x_{0}{\mbox{c onstants positives tals que }}\\\forall x:x_{0}\leq x:0\leq c_{1}g(x)\leq f(x)\leq c_{2}g(x)\end{matrix}}\right\}}

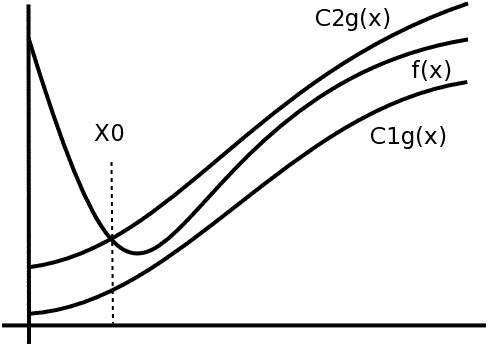
f(x)=Θ(g(x))

Una funció f(x) pertany a Θg(x) quan existeixen constants positives {\displaystyle c_{1}} i {\displaystyle c_{2}} tals que a partir d'un valor {\displaystyle x_{0}} f(x) es troba atrapada entre {\displaystyle c_{1}g(x)} i {\displaystyle c_{2}g(x)}. Vol dir que les funcions f i g són iguals a partir d'un valor donat llevat per una factor constant. Per tant, té sentit prendre a g com un representant de f.
Tot i que Θ g(x) està definit com un conjunt, s'acostuma a escriure f(x)=Θ(g(x))  en lloc de f(x)∈Θg(x). Moltes vegades també es parla de la funció x² en lloc de h(x) = x² sempre que estigui clar quin és el paràmetre de la funció dins de l'expressió. En la gràfica es dona un exemple esquemàtic de com es comporten {\displaystyle c_{1}g(x)} i {\displaystyle c_{2}g(x)} pel que fa a f(x) quan x tendeix a infinit.
La cota ajustada asimptòtica té relació amb les cotes superior i inferior asimptòtiques (respectivament les notacions O i Ω):

{\displaystyle f(x)=\Theta (g(x)){\mbox{ si i només si }}f(x)=O(g(x)){\mbox{ i }}f(x)=\Omega (g(x))\,}

## Exemples
- La funció f(x)= x+10 pot ser fitada per la funció g(x)=x. Per demostrar prou notar que per a tot valor de x≥1 es compleix que g(x)≤f(x)≤11g(x), és a dir x≤x+10≤11x. Per tant, x+10=Θ(x).